# Аль-Тарих аль-Кабир
Большая история - это Исламская книга 9 века Мухаммад аль-Бухари в области биографической оценки (ʿilm ar-rijāl).

## Общий обзор
Книга Аль-Бухари Большая история ориентируется на восстановление полной цепочки передатчиков хадисов, но не интересуется описанием полных имен или биографий. Таким образом, Бухари комментирует достоверность лишь 6% упоминаемых им хадисов и почти никогда не высказывается о достоверности самих передатчиков. Типичная биографическая запись в этом труде выглядит следующим образом:
«Адхам ас-Садуси, Абу Бишр. Хаджжадж аль-А‘вар цитировал Шу‘бу: «Он был подопечным Шакика ибн Саура». Он слышал (хадисы) от ‘Абд Аллаха ибн Бурайды. От него передавали (хадисы) Шу‘ба и Хушайм. Его хадисы встречаются среди басранцев». 
 Согласно Фирабри, Бухари составил этот текст в молодости в Мекке, задолго до создания своего «Сахиха». Известно несколько рукописей этого текста, датируемых IX веком, и традиция его передачи известна через Абу аль-Хасана Мухаммада ибн Сахля ибн ‘Абд Аллаха, чтеца и грамматиста Корана из Басры, который известен исключительно благодаря передаче этого текста. Сохранившиеся рукописи содержат биографии 12 300 человек, среди которых нет женщин. Хотя Аль-Хаким утверждает, что, согласно Абу ‘Али аль-Хусайну аль-Масарджизи, текст содержал около 40 000 биографических записей как мужчин, так и женщин, Мельхерт аргументировал, что свидетельства указывает на то, что Бухари составил Большую историю примерно в том виде, в каком она существует сегодня, хотя текст подвергался некоторой редактуре и перестановкам.
Некоторые записи в Большой истории Бухари посвящены критике. Например, в записи о факихе Абу Ханифе утверждается, что тот принадлежал к секте мурджиитов, которую Бухари считал еретической. Кроме того, он заявляет, что ученое сообщество отвергло Абу Ханифу и его «спекулятивную» юриспруденцию.

## Принятие
Большая история Бухари была быстро принята и получила известность гораздо раньше, чем более известная сегодня работа Бухари - "Сахих аль-Бухари". Первое упоминание о том, что кто-то повествует из Большой истории, появилось на столетие раньше, чем его "Сахих", и она становится образцом для другого биографического труда почти за семьдесят лет до того, как другой деятель использует "Сахих" в качестве образца для своего сборника хадисов.
Ибн Абу Хатим написал первый ответ на труды Бухари, а конкретно на его Большую историю, хоть и его книга была направлена на выявление ошибок в ней. Однако, вскоре он был втянут в спор о плагиате Большой истории. Один из его студентов ответил, что Ибн Абу Хатим счёл данную работу настолько впечатляющей, что вместо со своими учениками использовал его как основу для нового произведения.
Аль Хаким Аль Нишапури использовал Большую историю для противостояние другим учёным, так многие достоверные и надёжные хадисы, которые ещё не были записаны, продолжали существовать и передаваться в его дни. Подсчитав, что число передатчиков в Большой истории примерно 40,000, из которых 2000 упомянуты в Сахих Аль-Бухари, а число слабых передатчиков согласно "Китаб аль-ду'афа" около 700, он вычел два этих числа из 40,000, и пришёл к выводу, что существовало большое количество неиспользованных надёжных передатчиков (больше 30,000) которые могли передавать достоверные хадисы.

## Похожие работы
Бухари также является автором других книг по истории, таких как Средняя история (al-Tarikh al-Awsat) и Малая история (al-Tarikh al-Saghir ).